# Football Club de Sion 2019-2020
Questa voce raccoglie le informazioni riguardanti il Football Club de Sion nelle competizioni ufficiali della stagione 2019-2020.

## Stagione
Nella stagione 2019-2020 il Sion, allenato da Stéphane Henchoz, Christian Zermatten, Ricardo Dionísio e Paolo Tramezzani, concluse il campionato di Super League all'8º posto. In Coppa Svizzera il Sion fu eliminato in semifinale dallo Young Boys.

## Rosa
| N. |                           | Ruolo | Calciatore         |
| -- | ------------------------- | ----- | ------------------ |
| 1  | Russia (bandiera)         | P     | Anton Mitrjuškin   |
| 2  | Brasile (bandiera)        | D     | Raphael Rossi      |
| 3  | Svezia (bandiera)         | D     | Mattias Andersson  |
| 5  | Svizzera (bandiera)       | D     | Jan Bamert         |
| 6  | Camerun (bandiera)        | C     | Christian Zock     |
| 7  | Svizzera (bandiera)       | C     | Pajtim Kasami      |
| 9  | Lettonia (bandiera)       | A     | Roberts Uldriķis   |
| 11 | Svizzera (bandiera)       | A     | Filip Stojilković  |
| 13 | Kosovo (bandiera)         | D     | Arian Kabashi      |
| 14 | Svizzera (bandiera)       | C     | Anto Grgić         |
| 15 | Giappone (bandiera)       | A     | Yamato Wakatsuki   |
| 16 | Svizzera (bandiera)       | A     | Yannick Cotter     |
| 18 | Svizzera (bandiera)       | P     | Kevin Fickentscher |
| 21 | Brasile (bandiera)        | C     | Batata             |
| 21 | Svizzera (bandiera)       | A     | Ambrosio da Costa  |
| 22 | Turchia (bandiera)        | C     | Berkan Kutlu       |
| 23 | Francia (bandiera)        | D     | Alexandre N'Sakala |
| 24 | Svizzera (bandiera)       | C     | Bastien Toma       |
| 25 | Francia (bandiera)        | A     | Yassin Fortune     |
| 26 | Costa d'Avorio (bandiera) | C     | Serey Dié          |

| N. |                          | Ruolo | Calciatore          |
| -- | ------------------------ | ----- | ------------------- |
| 28 | Svizzera (bandiera)      | P     | Damien Buchard      |
| 29 | Francia (bandiera)       | A     | Jared Khasa         |
| 30 | Algeria (bandiera)       | D     | Ayoub Abdellaoui    |
| 31 | Brasile (bandiera)       | A     | Patrick Luan        |
| 33 | Albania (bandiera)       | D     | Ermir Lenjani       |
| 34 | Senegal (bandiera)       | D     | Birama Ndoye        |
| 40 | Brasile (bandiera)       | A     | Itaitinga           |
| 45 | Svizzera (bandiera)      | D     | Mickaël Facchinetti |
| 62 | Svizzera (bandiera)      | D     | Quentin Maceiras    |
| 64 | Angola (bandiera)        | C     | André Edgar         |
| 66 | Angola (bandiera)        | C     | Joaquim Adão        |
| 68 | Francia (bandiera)       | D     | Jean Ruiz           |
| 70 | Spagna (bandiera)        | C     | José Aguilar        |
| 75 | RD del Congo (bandiera)  | P     | Timothy Fayulu      |
| 77 | Svizzera (bandiera)      | D     | Sandro Theler       |
| 79 | Guinea-Bissau (bandiera) | C     | Mauro Rodrigues     |
| 90 | Brasile (bandiera)       | A     | Philippe            |
| 93 | Francia (bandiera)       | A     | Nasser Daoudou M'Sa |
| 97 | Guadalupa (bandiera)     | D     | Dimitri Cavaré      |

## Organigramma societario
Area tecnica
- Allenatore: Paolo Tramezzani
- Allenatore in seconda: Oscar Londono, Sinval
- Preparatore dei portieri: Luca Ferro
- Preparatori atletici: Mattia Garrone

## Calciomercato

### Sessione estiva
| Acquisti | Acquisti             | Acquisti             | Acquisti |
| R.       | Nome                 | da                   | Modalità |
| -------- | -------------------- | -------------------- | -------- |
| C        | Serey Dié            | Neuchâtel Xamax      |          |
| C        | Enzo Barrenechea     | Newell's Old Boys II |          |
| D        | Alexandre N'Sakala   | Sochaux              |          |
| D        | Mattias Andersson    | Juventus II          |          |
| C        | Valon Behrami        | Udinese              |          |
| D        | Mickaël Facchinetti  | APOEL                |          |
| C        | Nikola Milosavljević | Chiasso              |          |
| A        | Patrick Luan         | Fluminense U20       |          |
| A        | Aimery Pinga         | Grasshoppers         |          |
| D        | Jean Ruiz            | Sochaux              |          |

| Cessioni | Cessioni             | Cessioni             | Cessioni |
| R.       | Nome                 | a                    | Modalità |
| -------- | -------------------- | -------------------- | -------- |
| A        | Adler da Silva       | Stade Nyonnais       |          |
| A        | Aimery Pinga         | FC Andorra           |          |
| D        | Martin Angha         | Fortuna Sittard      |          |
| C        | Adryan               | Kayserispor          |          |
| C        | Nikola Milosavljević | Bellinzona           |          |
| A        | Konan Oussou         | Stade Lausanne-Ouchy |          |
| C        | Freddy Mveng         | Neuchâtel Xamax      |          |
| P        | Anthony Maisonnial   | Paris FC             |          |
| D        | Hervé Epitaux        | Chiasso              |          |
| A        | Moussa Djitté        | Grenoble             |          |
| C        | Burim Kukeli         | Kriens               |          |
| D        | André Luís Neitzke   | Neuchâtel Xamax      |          |

### Sessione invernale
| Acquisti | Acquisti          | Acquisti        | Acquisti |
| R.       | Nome              | da              | Modalità |
| -------- | ----------------- | --------------- | -------- |
| D        | Dimitri Cavaré    | Barnsley        |          |
| A        | Yamato Wakatsuki  | Shonan Bellmare |          |
| A        | Filip Stojilković | Wil             |          |
| D        | Paulo Ricardo     | Goiás           |          |

| Cessioni | Cessioni         | Cessioni        | Cessioni |
| R.       | Nome             | a               | Modalità |
| -------- | ---------------- | --------------- | -------- |
| D        | Bruno Morgado    | Rapperswil-Jona |          |
| C        | Enzo Barrenechea | Juventus U19    |          |

## Risultati

### Super League

#### Prima fase, girone di andata
| Arbitro: | Schärer |

|          |           |                                                       |
| Luan 35’ | Marcatori | 22’ Ajeti 52’ Zuffi 73’ (aut.) Mitrjuškin 82’ Stocker |

| Ginevra 27 luglio 2019, ore 19:00 CEST 2ª giornata | Servette | 0 – 0 referto | Sion | Stade de Genève (11 142 spett.)\| Arbitro: \| Tschudi \| |
| Arbitro:                                           | Tschudi  |               |      |                                                          |

| Arbitro: | Hänni |

|                            |           |          |
| Lenjani 7’ Kasami 81’, 83’ | Marcatori | 20’ Mahi |

| Arbitro: | Klossner |

|  |           |               |
|  | Marcatori | 86’ Itaitinga |

| Arbitro: | Jaccottet |

|                           |           |             |
| Grgić 39’ (rig.) Toma 82’ | Marcatori | 90’ N'Diaye |

| Arbitro: | Schnyder |

|  |           |             |
|  | Marcatori | 17’ Lenjani |

| Arbitro: | Bieri |

|                    |           |                              |
| Haile-Selassie 40’ | Marcatori | 37’ Uldriķis 57’, 70’ Kasami |

| Arbitro: | Dudic |

|             |           |                           |
| Doumbia 77’ | Marcatori | 43’ Demirović 62’ Görtler |

| Arbitro: | San |

|                                       |           |                       |
| Aebischer 12’ Nsame 22’ Fassnacht 56’ | Marcatori | 8’ Uldriķis 49’ Ndoye |

#### Prima fase, girone di ritorno
| Arbitro: | Schnyder |

|             |           |                 |
| Lenjani 82’ | Marcatori | 77’, 90’ Vécsei |

| Arbitro: | Jaccottet |

|                                       |           |             |
| N'Diaye 53’ Schürpf 58’ Margiotta 72’ | Marcatori | 19’ Doumbia |

| Arbitro: | Tschudi |

|                    |           |            |
| Doumbia 40’ (rig.) | Marcatori | 34’ Schalk |

| Arbitro: | Bieri |

|                                       |           |  |
| Quintillà 56’ Demirović 61’ Hefti 73’ | Marcatori |  |

| Arbitro: | Klossner |

|                                                              |           |                     |
| Kramer 3’ Cardoso 45’ Schönbächler 49’ Marchesano 76’ (rig.) | Marcatori | 7’ Toma 12’ Lenjani |

| Arbitro: | Schärer |

|                      |           |                              |
| Kasami 22’, 23’, 69’ | Marcatori | 1’, 3’, 29’ Nsame 76’ Assalé |

| Arbitro: | Jaccottet |

|                           |           |             |
| Itaitinga 67’ Doumbia 79’ | Marcatori | 7’ Chihadeh |

| Arbitro: | San |

|                                       |           |  |
| Cömert 23’ Cabral 45’, 57’ Pululu 68’ | Marcatori |  |

| Arbitro: | Fähndrich |

|            |           |            |
| Kasami 28’ | Marcatori | 51’ Seferi |

#### Seconda fase, girone di andata
| Arbitro: | Tschudi |

|                         |           |             |
| Castroman 3’ Tosetti 4’ | Marcatori | 70’ Lenjani |

| Arbitro: | Fähndrich |

|         |           |                 |
| Luan 3’ | Marcatori | 9’ Schönbächler |

| Arbitro: | Jaccottet |

|           |           |  |
| Nsame 10’ | Marcatori |  |

| Arbitro: | Piccolo |

|             |           |                          |
| Doumbia 48’ | Marcatori | 33’ Nuzzolo 82’ Xhemajli |

| Lugano 23 febbraio 2020, ore 16:00 CET 23ª giornata | Lugano   | 0 – 0 referto | Sion | Stadio di Cornaredo (2 827 spett.)\| Arbitro: \| Schnyder \| |
| Arbitro:                                            | Schnyder |               |      |                                                              |

| Arbitro: | Piccolo |

|                   |           |                |
| Kasami 90’ (rig.) | Marcatori | 20’, 53’ Itten |

| Arbitro: | Tschudi |

|             |           |            |
| Lenjani 29’ | Marcatori | 22’ Cognat |

| Arbitro: | Schärer |

|                     |           |  |
| Ademi 86’ Campo 89’ | Marcatori |  |

| Arbitro: | Bieri |

|  |           |                         |
|  | Marcatori | 40’ N'Diaye 88’ Schürpf |

#### Seconda fase, girone di ritorno
| Arbitro: | Jaccottet |

|                    |           |            |
| Demirović 12’, 19’ | Marcatori | 22’ Batata |

| Arbitro: | Schnyder |

|            |           |  |
| Kasami 29’ | Marcatori |  |

| Arbitro: | Horisberger |

|  |           |                              |
|  | Marcatori | 34’ Uldriķis 90’ Stojilković |

| Neuchâtel 16 luglio 2020, ore 18:15 CEST 31ª giornata | Neuchâtel Xamax | 0 – 0 referto | Sion | La Maladière (1 000 spett.)\| Arbitro: \| Jaccottet \| |
| Arbitro:                                              | Jaccottet       |               |      |                                                        |

| Arbitro: | Horisberger |

|           |           |            |
| Grgić 61’ | Marcatori | 17’ Gerndt |

| Arbitro: | Tschudi |

|            |           |                          |
| Binous 59’ | Marcatori | 31’ Theler 36’ Itaitinga |

| Arbitro: | Schärer |

|           |           |              |
| Ndoye 80’ | Marcatori | 84’ Havenaar |

| Arbitro: | Tschudi |

|  |           |                     |
|  | Marcatori | 14’ Martins Pereira |

| Arbitro: | Jaccottet |

|          |           |                         |
| Koné 22’ | Marcatori | 43’ Kasami 74’ Uldriķis |

### Coppa Svizzera
| Allschwil 17 agosto 2019, ore 18:00 CEST Primo turno                                                                                       | Allschwil | 1 – 10 referto                                                                               | Sion | Sportanlage Bachgraben (3 000 spett.) |
| \| \| \| \| \| Fonseca 89’ \| Marcatori \| 21’, 25’, 45’ Toma 23’ Uldriķis 38’ Facchinetti 40’, 75’ Kasami 49’ Grgić 51’ Khasa 72’ Song \| |           |                                                                                              |      |                                       |
| |           |                                                                                              |      |                                       |
| Fonseca 89’ | Marcatori | 21’, 25’, 45’ Toma 23’ Uldriķis 38’ Facchinetti 40’, 75’ Kasami 49’ Grgić 51’ Khasa 72’ Song |      |                                       |

| Arbitro: | Klossner |

|             |           |                      |
| Neumayr 31’ | Marcatori | 22’ Toma 90’ Doumbia |

| Arbitro: | Fähndrich |

|  |           |                 |
|  | Marcatori | 11’, 90’ Kasami |

| Arbitro: | Tschudi |

|             |           |                              |
| Morgado 67’ | Marcatori | 3’ Uldriķis 22’ (rig.) Grgić |

| Arbitro: | San |

|                                            |           |              |
| Nsame 72’ Martins Pereira 90’ Mambimbi 90’ | Marcatori | 80’ Uldriķis |

## Statistiche

### Statistiche di squadra
| Competizione   | Punti | In casa | In casa | In casa | In casa | In casa | In casa | In trasferta | In trasferta | In trasferta | In trasferta | In trasferta | In trasferta | Totale | Totale | Totale | Totale | Totale | Totale | DR  |
| Competizione   | Punti | G       | V       | N       | P       | Gf      | Gs      | G            | V            | N            | P            | Gf           | Gs           | G      | V      | N      | P      | Gf     | Gs     | DR  |
| -------------- | ----- | ------- | ------- | ------- | ------- | ------- | ------- | ------------ | ------------ | ------------ | ------------ | ------------ | ------------ | ------ | ------ | ------ | ------ | ------ | ------ | --- |
| Super League   | 39    | 18      | 4       | 6       | 8       | 22      | 28      | 18           | 6            | 3            | 9            | 18           | 27           | 36     | 10     | 9      | 17     | 40     | 55     | -15 |
| Coppa Svizzera | -     | 0       | 0       | 0       | 0       | 0       | 0       | 5            | 4            | 0            | 1            | 17           | 6            | 5      | 4      | 0      | 1      | 17     | 6      | +11 |
| Totale         | 39    | 18      | 4       | 6       | 8       | 22      | 28      | 23           | 10           | 3            | 10           | 35           | 33           | 41     | 14     | 9      | 18     | 57     | 61     | -4  |

### Andamento in campionato
| Giornata  | 1 | 2 | 3 | 4 | 5 | 6 | 7 | 8 | 9 | 10 | 11 | 12 | 13 | 14 | 15 | 16 | 17 | 18 | 19 | 20 | 21 | 22 | 23 | 24 | 25 | 26 | 27 | 28 | 29 | 30 | 31 | 32 | 33 | 34 | 35 | 36 |
| --------- | - | - | - | - | - | - | - | - | - | -- | -- | -- | -- | -- | -- | -- | -- | -- | -- | -- | -- | -- | -- | -- | -- | -- | -- | -- | -- | -- | -- | -- | -- | -- | -- | -- |
| Luogo     | C | T | C | T | C | T | T | C | T | C  | T  | C  | T  | T  | C  | C  | T  | C  | T  | C  | T  | C  | T  | C  | C  | T  | C  | T  | C  | T  | T  | C  | T  | C  | C  | T  |
| Risultato | P | N | V | V | V | V | V | P | P | P  | P  | N  | P  | P  | P  | V  | P  | N  | P  | N  | P  | P  | N  | P  | N  | P  | P  | P  | V  | V  | N  | N  | V  | N  | P  | V  |
| Posizione | 9 | 9 | 6 | 3 | 3 | 3 | 2 | 3 | 4 | 4  | 4  | 4  | 5  | 6  | 6  | 6  | 7  | 7  | 8  | 8  | 8  | 8  | 8  | 8  | 8  | 8  | 9  | 9  | 8  | 8  | 8  | 8  | 8  | 8  | 9  | 8  |

Legenda:

Luogo: C = Casa; T = Trasferta. Risultato: V = Vittoria; N = Pareggio; P = Sconfitta.

### Statistiche dei giocatori
| Giocatore       | Super League | Super League | Super League | Super League | Coppa Svizzera | Coppa Svizzera | Coppa Svizzera | Coppa Svizzera | Totale   | Totale | Totale      | Totale     |
| Giocatore       | Presenze     | Reti         | Ammonizioni  | Espulsioni   | Presenze       | Reti           | Ammonizioni    | Espulsioni     | Presenze | Reti   | Ammonizioni | Espulsioni |
| --------------- | ------------ | ------------ | ------------ | ------------ | -------------- | -------------- | -------------- | -------------- | -------- | ------ | ----------- | ---------- |
| A. Abdellaoui   | 25           | 0            | 8            | 1            | 3              | 0              | 0              | 0              | 28       | 0      | 8           | 1          |
| A. Adão         | 0            | 0            | 0            | 0            | 0              | 0              | 0              | 0              | 0        | 0      | 0           | 0          |
| J. Aguilar      | 1            | 0            | 0            | 0            | 0              | 0              | 0              | 0              | 1        | 0      | 0           | 0          |
| M. Andersson    | 3            | 0            | 0            | 0            | 0              | 0              | 0              | 0              | 3        | 0      | 0           | 0          |
| B. Batata       | 12           | 1            | 5            | 0            | 2              | 0              | 0              | 0              | 14       | 1      | 5           | 0          |
| J. Bamert       | 20           | 0            | 2            | 0            | 2              | 0              | 0              | 0              | 22       | 0      | 2           | 0          |
| V. Behrami      | 4            | 0            | 1            | 0            | 1              | 0              | 1              | 0              | 5        | 0      | 2           | 0          |
| D. Buchard      | 0            | 0            | 0            | 0            | 0              | 0              | 0              | 0              | 0        | 0      | 0           | 0          |
| D. Cavaré       | 3            | 0            | 0            | 0            | 0              | 0              | 0              | 0              | 3        | 0      | 0           | 0          |
| A. Costa        | 0            | 0            | 0            | 0            | 1              | 0              | 0              | 0              | 1        | 0      | 0           | 0          |
| Y. Cotter       | 2            | 0            | 1            | 0            | 0              | 0              | 0              | 0              | 2        | 0      | 1           | 0          |
| S. Dié          | 0            | 0            | 0            | 0            | 0              | 0              | 0              | 0              | 0        | 0      | 0           | 0          |
| J. Djourou      | 2            | 0            | 0            | 0            | 0              | 0              | 0              | 0              | 2        | 0      | 0           | 0          |
| S. Doumbia      | 15           | 5            | 0            | 0            | 2              | 1              | 0              | 0              | 17       | 6      | 0           | 0          |
| A. Edgar        | 4            | 0            | 0            | 0            | 1              | 0              | 0              | 0              | 5        | 0      | 0           | 0          |
| M. Facchinetti  | 23           | 0            | 5            | 0            | 4              | 1              | 0              | 0              | 27       | 1      | 5           | 0          |
| T. Fayulu       | 1            | 0            | 0            | 0            | 0              | 0              | 0              | 0              | 1        | 0      | 0           | 0          |
| K. Fickentscher | 28           | 0            | 1            | 0            | 3              | 0              | 0              | 0              | 31       | 0      | 1           | 0          |
| Y. Fortune      | 11           | 0            | 5            | 0            | 1              | 0              | 0              | 0              | 12       | 0      | 5           | 0          |
| A. Grgić        | 34           | 2            | 5            | 0            | 5              | 2              | 1              | 0              | 39       | 4      | 6           | 0          |
| I. Itaitinga    | 25           | 3            | 0            | 0            | 2              | 0              | 0              | 0              | 27       | 3      | 0           | 0          |
| A. Kabashi      | 4            | 0            | 0            | 0            | 1              | 0              | 1              | 0              | 5        | 0      | 1           | 0          |
| G. Karlen       | 0            | 0            | 0            | 0            | 0              | 0              | 0              | 0              | 0        | 0      | 0           | 0          |
| P. Kasami       | 35           | 11           | 4            | 0            | 4              | 4              | 0              | 0              | 39       | 15     | 4           | 0          |
| J. Khasa        | 13           | 0            | 1            | 0            | 4              | 1              | 0              | 0              | 17       | 1      | 1           | 0          |
| X. Kouassi      | 17           | 0            | 4            | 2            | 3              | 0              | 1              | 0              | 20       | 0      | 5           | 2          |
| B. Kutlu        | 2            | 0            | 0            | 0            | 0              | 0              | 0              | 0              | 2        | 0      | 0           | 0          |
| E. Lenjani      | 32           | 6            | 3            | 0            | 4              | 0              | 1              | 0              | 36       | 6      | 4           | 0          |
| P. Luan         | 20           | 2            | 3            | 0            | 2              | 0              | 0              | 0              | 22       | 2      | 3           | 0          |
| N. M'Sa         | 0            | 0            | 0            | 0            | 0              | 0              | 0              | 0              | 0        | 0      | 0           | 0          |
| Q. Maceiras     | 30           | 0            | 6            | 0            | 5              | 0              | 0              | 0              | 35       | 0      | 6           | 0          |
| A. Mitrjuškin   | 8            | 0            | 0            | 0            | 2              | 0              | 0              | 0              | 10       | 0      | 0           | 0          |
| B. Ndoye        | 23           | 2            | 5            | 1            | 4              | 0              | 0              | 0              | 27       | 2      | 5           | 1          |
| P. Philippe     | 0            | 0            | 0            | 0            | 0              | 0              | 0              | 0              | 0        | 0      | 0           | 0          |
| A. Pinga        | 0            | 0            | 0            | 0            | 0              | 0              | 0              | 0              | 0        | 0      | 0           | 0          |
| M. Rodrigues    | 0            | 0            | 0            | 0            | 0              | 0              | 0              | 0              | 0        | 0      | 0           | 0          |
| R. Rossi        | 0            | 0            | 0            | 0            | 0              | 0              | 0              | 0              | 0        | 0      | 0           | 0          |
| J. Ruiz         | 18           | 0            | 5            | 0            | 2              | 0              | 0              | 0              | 20       | 0      | 5           | 0          |
| A. Song         | 11           | 0            | 2            | 0            | 1              | 1              | 0              | 0              | 12       | 1      | 2           | 0          |
| F. Stojilković  | 11           | 1            | 2            | 0            | 0              | 0              | 0              | 0              | 11       | 1      | 2           | 0          |
| S. Theler       | 5            | 1            | 2            | 0            | 0              | 0              | 0              | 0              | 5        | 1      | 2           | 0          |
| B. Toma         | 27           | 2            | 7            | 0            | 5              | 4              | 0              | 0              | 32       | 6      | 7           | 0          |
| R. Uldriķis     | 24           | 4            | 2            | 0            | 5              | 3              | 0              | 0              | 29       | 7      | 2           | 0          |
| Y. Wakatsuki    | 1            | 0            | 0            | 0            | 0              | 0              | 0              | 0              | 1        | 0      | 0           | 0          |
| C. Zock         | 19           | 0            | 5            | 1            | 4              | 0              | 0              | 1              | 23       | 0      | 5           | 2          |